# Maizena-Werke Barby
Die Maizena-Werke Barby (auch: VEB Maisan-Werke Barby) waren ein Produktionsstandort des Maisstärkeherstellers Maizena in Barby, Deutschland.

## Geschichte / Beschreibung
Die Maizena-Werke wurden von 1922 bis 1924 durch den US-Konzern Corn Products Company als Investor errichtet. Die Maizena-Werke in Barby galten als erste Maisstärkefabrik Europas. 1946 wurden die Maizena-Werke, obwohl sie sich in amerikanischem Besitz befanden, im Rahmen der deutschen Reparationen nach dem Zweiten Weltkrieg demontiert. 1969 wurde der Betrieb in VEB Maisan-Werke Barby umbenannt und war zwischen 1985 und 1990 Teil des Kombinats Stärke und Kartoffelveredelung. Im August 1990 ging der Betrieb als erster DDR-Betrieb in die Geschichte ein, der Konkurs anmeldete. Nach Stilllegung des Betriebs um 1992/1993 sind die Werksgebäude entweder verfallen oder sie wurden abgerissen. 1993 baute das Unternehmen Cerestar (2002 von Cargill übernommen) neben dem stillgelegten Werk ein neues Weizenstärkewerk; damit führt Cargill den Standort fort.

## Beschreibung / Konstruktion
Das Werk bestand unter anderem aus großen Betonsilos, in denen der Mais lagerte. Er wurde mit dem Schiff oder der Bahn auf der Ostseite des Betriebes angeliefert. Dort stand ein leistungsfähiger, für die 1920er Jahre sehr moderner Elevator, mit dessen Hilfe der Mais kontinuierlich vom Bahnwaggon oder dem Binnenschiff ausgeladen und in große Höhen transportiert werden konnte.
Die bauliche Konstruktion war für die Zeit innovativ. Man goss armierte Betonskelette, die dann wie Fachwerkhäuser mit Ziegeln ausgemauert wurden, wodurch die Belastbarkeit der Gebäude erhöht werden konnte. Das Silo bestand aus Beton.
Lage nach historischer Karte: Meßtischblatt 4037 : Barby, 1943 Barby. - Aufn. 1902, hrsg. 1904, bericht. 1941. - 1:25000. - [Berlin]: Reichsamt für Landesaufnahme, 1943. - 1 Kt.